# Douglas Island, British Columbia
Douglas Island är en ö i Kanada.   Den ligger i provinsen British Columbia, i den södra delen av landet, 3 500 km väster om huvudstaden Ottawa. Arean är 1,9 kvadratkilometer.
Runt Douglas Island är det i huvudsak tätbebyggt. Runt Douglas Island är det tätbefolkat, med 982 invånare per kvadratkilometer.